# Michael Wieners
Michael Wieners (* 2. Februar 1907 in Köln; † 24. November 1943 in Halle an der Saale) war ein deutscher römisch-katholischer Märtyrer.

## Leben
Michael Wieners war Vertreter katholischer Zeitungen im Kölner Ketteler-Haus. Er hatte Kontakt zu Bernhard Letterhaus und Nikolaus Groß, Mitgliedern des Widerstands gegen den Nationalsozialismus. Am 27. Mai 1943 wurde er vom Kriegsgericht zum Tode verurteilt, weil er sich gegen den Nationalsozialismus geäußert hatte und denunziert worden war. Er wurde am 24. November 1943 durch Enthauptung hingerichtet und auf dem 
Gertraudenfriedhof Halle an der Saale beigesetzt. Todesanzeigen oder Nachrufe waren verboten. Da die Familie inzwischen nach Buch im Hunsrück umgezogen war, gehört er zur Erinnerungskultur des Bistums Trier. Das Urteil gegen ihn wurde 1949 vom Landgericht Koblenz aufgehoben.

## Gedenken
Die deutsche Römisch-katholische Kirche hat Michael Wieners als Märtyrer aus der Zeit des Nationalsozialismus in das deutsche Martyrologium des 20. Jahrhunderts aufgenommen.